# Songoyah
Songoyah est une ville et une sous-préfecture de Guinée, rattachée à la préfecture de Faranah et à la région de Faranah. 
Le village est situé à 42 kilomètres de la ville de Faranah et à 11 kilomètres de la frontière sierra-léonaise. Il a été attaqué par les rebelles sierra-leonais en novembre 1998, faisant plusieurs victimes.

## Population
En 2016, le nombre d'habitants est estimé à 14 256, à partir d'une extrapolation officielle du recensement de 2014 qui en avait dénombré 13 330.